# Ferdinand Stang
Ferdinand „Ferdi“ Stang (* 4. Juli 1937; † 1. April 2017 in Frankfurt am Main) war ein deutscher Fußballspieler und -trainer.

## Trainertätigkeit
Stang betreute zunächst als Fußballspieler gegen Ende der 1960er Jahre die Frauenfußballabteilung der NSG Oberst Schiel. Später als geprüfter Trainer entwickelte er einen geregelten Trainingsbetrieb.
Vorausgegangen war, dass die Frauen der Niederräder Schützen der Gesellschaft „Oberst Schiel“ 1967 gelangweilt den männlichen Angehörigen im Spiel gegen den Betriebssportverein „Franken 66“ zuschauten. Die Idee, selbst die Fußballschuhe zu schnüren, führte am 30. Juni 1968 dazu, dass die Frauen ihr erstes Fußballspiel mit 0:3 gegen die „Franken 66“ aus dem Gallus-Viertel verloren. Obwohl die Begegnung von einigen Verletzungen der untrainierten Frauen überschattet wurde, waren die Fußballerinnen Feuer und Flamme für das Spiel mit dem runden Leder. Wieder ein Jahr später sollte es eine Revanche geben, zu der die Frauen diesmal nicht unvorbereitet antreten wollten.
Die Nachricht von der Gründung der zwei Frauenfußballabteilungen führte dazu, dass man eine Anzahl neuer Spielerinnen – aus unterschiedlichen Sportdisziplinen – gewann, aus der Stang eine schlagkräftige Mannschaft aufbaute, die sich zur führenden im hessischen Raum entwickelte. Stang führte die Frauenfußballabteilung der NSG Oberst Schiel – bis zu deren Auflösung im Jahr 1979 wegen Nachwuchsproblemen – zu vier hessischen Meisterschaften und ins Finale um die Deutsche Fußballmeisterschaft 1977.
Stang, der in Frankfurt am Main einen Steinmetzbetrieb führte, verstarb am 1. April 2017.